# AO-46 (arme à feu)
L' AO-46 était un prototype mélangeant carabine / fusil d'assaut compact, de calibre 5,45 × 39 mm fonctionnant à empreint de gaz. 
Il comporte une crosse pliante rétractable et la gâchette est située juste devant le chargeur, afin qu'il serve également de poignée pistolet. Afin de minimiser la longueur de l'arme, les gaz sont collectés non pas hors du canon, mais directement à partir du cache-flamme à la bouche. Malgré cette dernière caractéristique, la combinaison d'une cartouche relativement puissante et d'un canon court produisait un flash comparable à celui d'un fusil à canon scié.
L'arme était une conception spontané de Peter Andreevich Tkachev travaillant chez TsNIITochMash. Bien que non acceptée pour le service, cette conception, en combinaison avec le rapport de l'utilisation américaine du XM-177 au Vietnam, a conduit le GRAU à lancer le concours connu sous le nom de Project Modern, qui a conduit à l'adoption de l'AKS-74U pour le service.
Bien que la doctrine soviétique n'ait pas de concept équivalent, la conception de l'AO-46 se rapproche du concept occidental d'arme de défense personnelle (PDW). 